# Longbourn
Longbourn is het fictieve landgoed van de familie Bennet en de gelijknamige plaats uit de roman Pride and Prejudice van Jane Austen.
Het landgoed ligt in Hertfordshire en wordt omschreven als "gemiddeld van grootte". In het boek wordt vermeld dat Mr. Bennet, de vader van de hoofdpersoon uit het boek (Elizabeth Bennet), een inkomen heeft van ca. £ 2000 per jaar. De familie Bennet behoort daarmee tot de gegoede middenklasse.
Er wordt in het boek niet uitgeweid over een bouwjaar of over overerving tot aan de periode waarin het boek zich afspeelt, waarschijnlijk heeft Mr. Bennet het landgoed dus via de mannelijke lijn geërfd. Wel is duidelijk dat na het overlijden van Mr. Bennet het landgoed door een ver familielid zal worden geërfd, aangezien het gezin Bennet alleen dochters heeft en overerving van een landgoed in die tijd (begin negentiende eeuw) standaard via de mannelijke lijn liep. De erfgenaam in kwestie is Mr. Collins, een verre neef van Mr. Bennet.
In de meest bekende verfilming van het boek, de BBC-serie uit 1995, is Luckington Court, in de buurt van het plaatsje Lacock in Wiltshire, gebruikt als filmlocatie voor Longbourn House.